# Dioptrique
Pour le traité de Descartes, voir La Dioptrique (Descartes).
La dioptrique est la partie de l'optique géométrique qui s'intéresse aux problèmes de réfraction d'un rayon lumineux entre deux milieux. Sont principalement étudiés les dioptres et les lentilles.
Les phénomènes de réfraction sont observés par les mathématiciens grecs, mais cette discipline prend véritablement naissance après les écrits (983-985) du mathématicien arabe Ibn Sahl qui énonce la loi de Snell-Descartes.